# Francis Heylighen
Francis Paul Heylighen est un cybernéticien belge qui étudie l'émergence et l'évolution de l'organisation intelligente. Il travaille actuellement comme professeur-chercheur à la Vrije Universiteit Brussel à Bruxelles où il dirige le groupe de recherche transdisciplinaire « Évolution, Complexité et Cognition » (ECCO) et l'Institut du Cerveau global (Global Brain Institute, GBI).
Il est surtout connu pour ses travaux sur le projet Principia Cybernetica, son modèle d'Internet comme cerveau global et ses contributions aux théories de la mémétique et de l'auto-organisation. Dans une moindre mesure, il est également connu pour ses travaux sur les surdoués et leurs problèmes.

## Biographie
Francis Heylighen est né le 27 septembre 1960 à Vilvorde, en Belgique. Il a obtenu son diplôme d'études secondaires à l'athénée royal Pitzemburg à Malines, dans la section latin-mathématiques. Il a reçu sa licence en physique mathématique en 1982, et son doctorat en sciences en 1987, à la Vrije Universiteit Brussel (VUB).
En 1983, il a commencé à travailler en tant que chercheur pour le Fonds national de la recherche scientifique (FNRS). En 1994, il est devenu directeur de recherche au FNRS et en 2001, professeur-chercheur à la VUB. Depuis 1995, il est affilié au Centre interdisciplinaire Leo Apostel. En 2004, il a créé le groupe de recherche ECCO qu'il dirige actuellement. Grâce à une subvention d'un sponsor privé, il a fondé en 2012 le Global Brain Institute à la Vrije Universiteit Brussel, devenant son premier directeur.
En 1989, Valentin Turchin et en:Cliff Joslyn ont fondé le projet Principia Cybernetica et Heylighen les a rejoints un an plus tard, créant le site web encyclopédique du projet, Principia Cybernetica Web. En 1996, Heylighen a fondé le Global Brain Group, un forum de discussion international qui regroupe la plupart des scientifiques qui ont travaillé sur le concept d'intelligence émergente d'Internet. Heylighen a également été l'un des fondateurs et ancien éditeur du Journal of Memetics, qui a pris fin en 2008.

## Contributions
Ses recherches portent sur l'émergence et l'évolution de la complexité, et plus spécifiquement sur l'auto-organisation des systèmes intelligents. Les applications sont aussi diverses que l'origine de la vie, le développement des organismes multicellulaires, de la connaissance, de la culture et des sociétés, et l'impact des technologies de l'information et de la communication sur l'évolution sociale actuelle et future. Heylighen a étudié un très large éventail de sujets, illustrant sa curiosité intellectuelle et la philosophie fondamentalement transdisciplinaire de sa pensée. En plus des sujets mentionnés ci-dessus, ses publications portent sur des sujets tels que les fondements de la mécanique quantique, la structure de l'espace-temps, les hypermédia, la psychologie de l'actualisation de soi et du bonheur, la formalité et la contextualité du langage, la causalité, la mesure du progrès social, le mécanisme de stigmergie et son application sur le Web.

## Ouvrages et Publications
F. Heylighen a publié plus de 100 papiers et quelques livres, dont voici une sélection,:
- (en) Francis Heylighen, E.Rosseel et F.Demeyere, Self-Steering and Cognition in Complex Systems. Toward a New Cybernetics, Gordon and Breach Science Publishers, New York, 1990, 440 id= (présentation en ligne).

- (en) Francis Heylighen, Representation and Change: A Metarepresentational Framework for the Foundations of Physical and Cognitive Science, Communication & Cognition, Ghent, Belgium, 1990, 200 p. (lire en ligne).

- (en) Francis Heylighen, Cliff Joslyn et Valentin Turchin, Workbook of the 1st Principia Cybernetica Workshop, Principia Cybernetica, Brussels and New York, 1991, 70 p. (lire en ligne).

- (en) Francis Heylighen, Cliff Joslyn et Valentin Turchin, « The Quantum of Evolution. Toward a theory of metasystem transitions », Preface to the Special Issue of World Futures: the journal of general evolution, vol. 45(1),‎ 1995 (DOI 10.1080/02604027.1995.9972552, lire en ligne).

- (en) Francis Heylighen, « The Evolution of Complexity: The growth of structural and functional complexity during evolution », F.Heylighen, en:Johan Bollen & A.Riegler (eds.) (Kluwer Academic, Dordrecht),‎ 1999, p. 17-44 (lire en ligne).

- (en) Francis Heylighen et Clément Vidal, « Getting Things Done: The Science behind Stress-Free Productivity », Long Range Planning, vol. 41, no 6,‎ 2008, p. 585-605 (ISSN 0024-6301, DOI 10.1016/j.lrp.2008.09.004 , lire en ligne, consulté le 5 janvier 2024).

- (en) Francis Heylighen, « Stigmergy as a universal coordination mechanism I: Definition and components », Cognitive Systems Research, vol. 38,‎ 2016, p. 4–13 (DOI https://doi.org/10.1016/j.cogsys.2015.12.002, lire en ligne).

- (en) Francis Heylighen, « Return to Eden? Promises and Perils on the Road to a Global Superintelligence », B.Goertzel & T.Goertzel (Eds.), The End of the Beginning: Life, Society and Economy on the Brink of the Singularity. Humanity Press,‎ 2015 (lire en ligne).

- (en) Francis Heylighen, « Self-organization in Communicating Groups: the emergence of coordination, shared references and collective intelligence », A.Massip-Bonet & A.Bastardas-Boada (Eds.), Complexity perspectives on language, communication, and society, Springer,‎ 2013, p. 117–150 (lire en ligne).

- (en) Francis Heylighen et Klaas Chielens, « Cultural evolution and memetics », Encyclopedia of Complexity and System Science, B.Meyers, Springer,‎ 2008 (lire en ligne).

- (en) Francis Heylighen, « The Global Superorganism: an evolutionary-cybernetic model of the emerging network society », Journal of Social and Evolutionary Systems, vol. 6(1),‎ 2007, p. 58-119 (lire en ligne).

- Francis Heylighen, Globalization as evolutionary process: Modeling global change, Routledge London, Rethinking Globalizations: George Modelski, Tessaleno Devezas, William Thompson, 2007, 284–335 p. (ISBN 978-0-415-77361-4, lire en ligne), « Accelerating socio-technological evolution: from ephemeralization and stigmergy to the Global Brain »

- (en) Francis Heylighen, « Characteristics and Problems of the Gifted: neural propagation depth and flow motivation as a model of intelligence and creativity », ECCO - Evolution, Complexity and Cognition research group,‎ 2007 (lire en ligne).

- (en) Francis Heylighen, « The science of self-organization and adaptivity », The Encyclopedia of Life Support Systems, vol. 5(3),‎ 2001, p. 253-280 (lire en ligne).

- (en) Francis Heylighen et Cliff Joslyn., « Cybernetics and second order cybernetics », R.A. Meyers (ed.), Encyclopedia of Physical Science & Technology, vol. 4,‎ 2001, p. 155-170 (lire en ligne).

- (en) Francis Heylighen, « Collective Intelligence and its Implementation on the Web: algorithms to develop a collective mental map », Computational & Mathematical Organization Theory, vol. 5(3),‎ 1999, p. 253-280 (lire en ligne).

- (en) Francis Heylighen, « A cognitive-systemic reconstruction of Maslow's theory of self-actualization », Behavioral Science, vol. 37(1),‎ 1992, p. 39-58 (lire en ligne).

## Liens Externes
- Page personnelle de Francis Heylighen
- Publications les plus cités selon Google Scholar
- Principia Cybernetica Web
- Evolution, Complexity and Cognition group (ECCO)
- Global Brain Institute
- Notices d'autorité :   - VIAF
  - ISNI
  - BnF (données)
  - LCCN
  - CiNii
  - Belgique
  - Pays-Bas
  - Israël
  - NUKAT
  - WorldCat